# Moshe Arens
Moshe Arens (27 de diciembre de 1925 – 7 de enero de 2019) fue un ingeniero aeronáutico, investigador, diplomático y político del Likud. Fue miembro de la Knéset entre 1973 y 1992, y nuevamente entre 1999 y 2003, además de Ministro de Defensa en tres ocasiones y una vez Ministro de Relaciones Exteriores. Junto a ello Arens también se desempeñó como Embajador de Israel en Estados Unidos y profesor en Technion en Haifa.

## Primeros años y educación
Moshe Arens nació en Kaunas, Lituania, en el seno de una familia judía. Su padre fue un industrial y su madre dentista. Cuando tenía un año, su familia se mudó a Riga, Letonia, donde realizó la escuela primaria. En 1939, Arens y su familia emigraron a los Estados Unidos, donde su padre tenía proyectos empresariales. La familia se asentó en Nueva York, donde concurrió George Washington High School.
Siendo joven, Arens fue líder del movimiento juvenil Beitar. Durante la Segunda Guerra Mundial, Arens sirvió en el Cuerpo de Ingenieros del Ejército de los Estados Unidos como Sargento Técnico. Luego de la declaración de Independencia de Israel en 1948, Arens migró al recién creado Estado de Israel y se unió a Irgun, a pesar de la oposición de su padre. Fue enviado al norte de África (principalmente Marruecos y Argelia) y Europa para ayudar a las comunidades judías en el establecimiento de grupos de autodefensa. En marzo de 1949, regresó a Israel y se convirtió en miembro fundador del partido Herut, que había crecido fuera de Irgun. Trabajó como ingeniero para una compañía estadounidense que diseñaba sistema acuáticos en Tel Aviv.
En 1951 regresó a Estados Unidos y estudió Ingeniería en el Massachusetts Institute of Technology e Ingeniería aeronáutica en el California Institute of Technology, donde fue alumno de Qian Xuesen, que en ese entonces trabajaba para la industria aeronáutica.

## Académico e investigador
En 1957, Arens se volvió profesor de aeronáutica en Technion, manteniéndose en ese cargo hasta 1962. After retiring from the government, a la investigación y conmemoración de la historia de la Unión Militar Judía (ŻZW), que combatió junto con la mejor conocida Organización de Combate Judía (ŻOB) en el levantamiento del gueto de Varsovia.  Arens es autor de diversos artículos sobre la revuelta como así también de un libro, Flags over the Warsaw Ghetto, el cual ha sido publicado en hebreo, polaco e inglés.
Arens fue miembro de la Junta de Gobernadores del Ariel University Center of Samaria. Fue además columnista del diario Haaretz.

## Carrera empresarial
Entre 1962 hasta 1971, Arens se desempeñó como director general interino en Israel Aerospace Industries, donde supervisó importantes proyectos, incluyendo el proyecto del jet de combate Kfir.

## Carrera política
Luego de la guerra de Yom Kipur, Arens entró en política y fue elegido al Knesset como miembro de Likud en las elecciones de 1973. Luego fue reelecto en 1977 y se volvió presidente del Comité de Relaciones Exteriores y Defensa. Votó en contra de los Acuerdos de Camp David y el Tratado de paz egipcio-israelí. En 1980, el Primer Ministro Menachem Begin le ofreció a Arens el puesto de Ministro de Defensa, pero lo rechazó dada su oposición al tratado con Egipto. Arens no se oponía a la paz con ese país, pero sí a ciertos aspectos del tratado, además de que quería evitar la supervisión del desalojo israelí de la península del Sinaí.

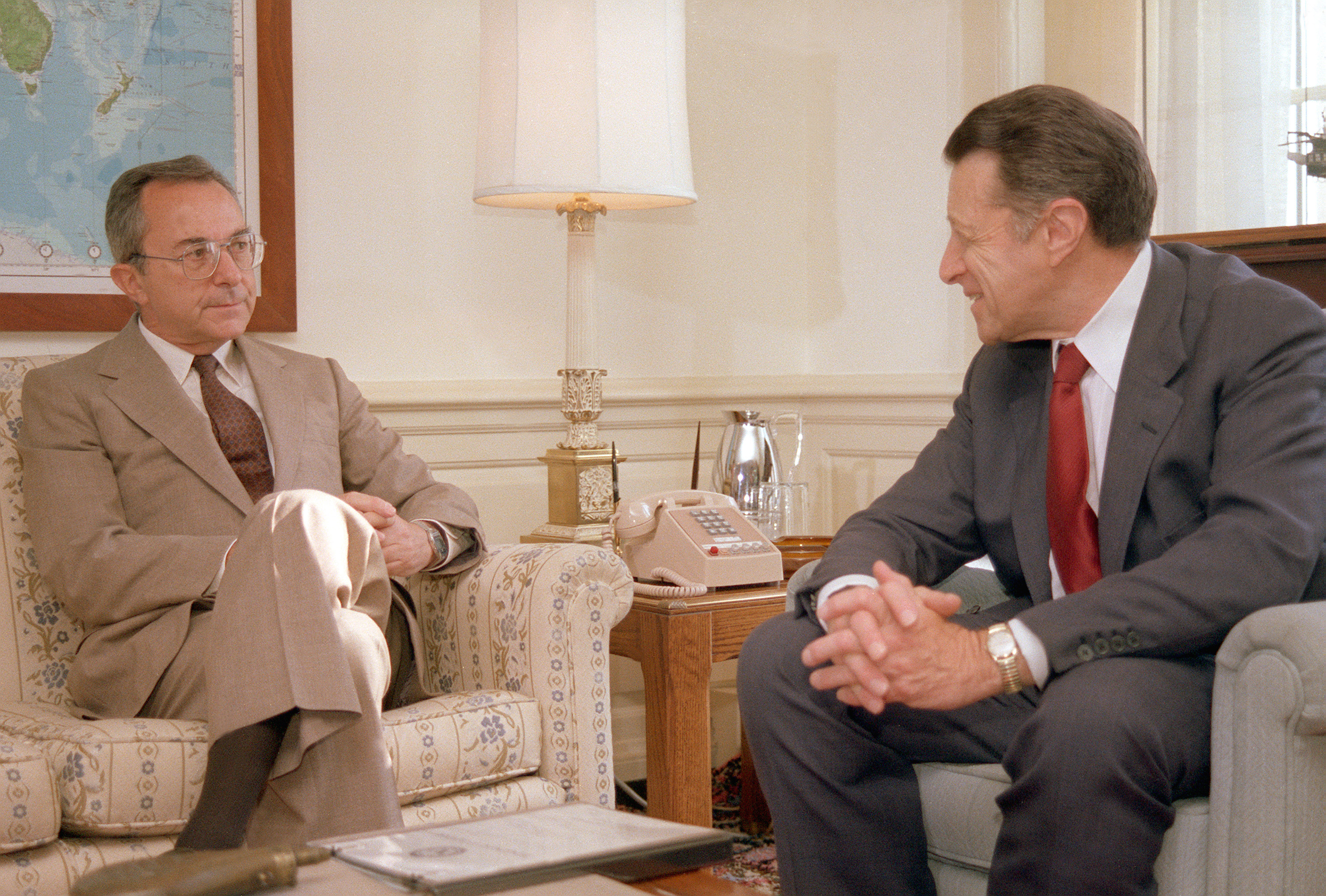
Arens junto al Secretario de Defensa de Estados Unidos Caspar Weinberger en 1983.

Fue nuevamente reelecto en 1981, pero renunció al Knesset el 19 de enero de 1982, cuando es designado Embajador en Estados Unidos. En este cargo, llevó a su joven asistente, Benjamin Netanyahu, con 32 años en ese entonces, para trabajar con él en Washington. Regresó a Israel en febrero de 1983, luego de ser designado Ministro de Defensa, reemplazando a  Ariel Sharon, quien fue forzado a renunciar dado el reporte de la Comisión Kahan sobre la masacre de Sabra y Chatila. Fue reelecto en 1984, pero esta vez solo fue designado como Ministro sin cartera. Otra vez reelecto en 1988, fue designado Ministro de Relaciones Exteriores (con Netanyahu como su secretario), y en 1990 regresó a la cartera de Defensa.
Luego de que Likud perdió en las elecciones de 1992, Arens se retiró de la política. Regresó en 1999, sin embargo, para disputarle a Netanyahu el liderazgo de Likud. A pesar de que solo logró el 18% de los votos, Netanyahu lo designó Ministro de Defensa, reemplazando a Yitzhak Mordechai, que abandonó el partido para fundar el Partido del Centro. A pesar de que Arens regresó al Knesset después de las elecciones de 1999, Likud perdió y dejó el gabinete. Perdió su banca en las elecciones de 2003.
Arens cuestionó la inteligencia del acuerdo de Lockheed Martin F-35 Lightning II, por descuidar las fuerzas terrestres israelíes. En un artículo para Fathom Journal, Arens declaró ser crítico de la retirada de la ocupación de  Cisjordania y Gaza, acusando a sus proponentes de tener un "síndrome de abandono unilateral".

## Vida personal
Mientras vivía en Estados Unidos, Arens se casó con Muriel F. Eisenberg, neoyorquina, con quien se mudó a Israel. El matrimonio tuvo cuatro hijos, dos hijos y dos niñas; Yigal, Aliza, Raanan y Rut. Arens murió el 7 de enero de 2019, a la edad de 93.

## Libros publicados
- Optimum staging of cruising aircraft. Haifa: Technion - Israel Institute of Technology, Department of Aeronautical Engineering, 1959.
- Some requirements for the efficient attainment of range by air-borne vehicles. Haifa: Technion - Israel Institute of Technology, Department of Aeronautical Engineering, 1959.
- A hypersonic ramjet using a normal detonation wave.  Jerusalem: Weizmann Science Press of Israel, 1960.
- Moshe Arens, Statesman and Scientist Speaks Out. (With Merill Simon) New York: Dean Books, 1988.
- Broken covenant: American foreign policy and the crisis between the U.S. and Israel. New York: Simon & Schuster, 1995.
- Flags Over the Warsaw Ghetto: The Untold Story of the Warsaw Ghetto Uprising. Jerusalem: Gefen, 2011.
- In Defense of Israel: A Memoir of a Political Life. Washington D. C.: Brookings, 2018.

## Premios y reconocimientos
En 1971, Arens ganó el Israel Defense Prize. En 2016, Nefesh B'Nefesh le entregó el premio Bonei Zion.

## Lecturas relacionadas
- Moshe Arens, statesman and scientist, speaks out, Merrill Simon,with a foreword by Daniel K. Inouye ; edited by Judith Featherman. Middle Island, N.Y.: Dean Books, 1988.